# Euraziatische uitwisseling
De Euraziatische uitwisseling (Eurasian Exchange, soms ook Afro-Eurasian Exchange) is een biologische en culturele uitwisseling van planten, dieren en microben binnen Eurazië. De term is gebaseerd op de Columbiaanse uitwisseling. De uitwisselingen verliepen voornamelijk langs de zijderoutes, maar konden evengoed door verovering gebeuren, zoals het geval was in het rijk van Alexander de Grote.
Een kruispunt van deze culturele uitwisseling was het gebied van Transoxanië (Vallei van Fergana), gelegen op de zijderoute met aangrenzend Bactrië en Sogdië. Al zeer vroeg vond er uitwisseling plaats tussen de Euraziatische culturen. In Sumerië zijn bijvoorbeeld rolzegels afkomstig uit de Indusvallei gevonden. Men heeft ook jade voorwerpen teruggevonden bij opgravingen te Troje (ca. 1400 v.Chr.), die wijzen op (indirecte) handelsrelaties met China.

## Han-dynastie

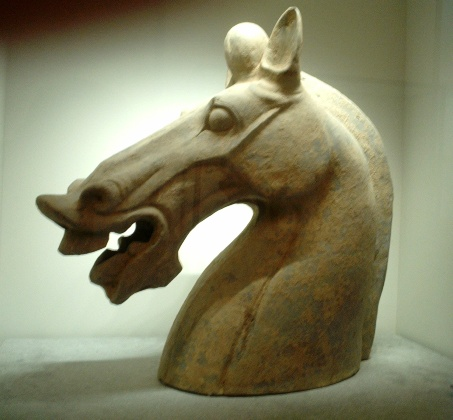
Paardenkop (Han-dynastie)

In 135 v.Chr. stuurde de Chinese keizer Wudi zijn generaal Zhang Qian uit om een bondgenootschap te sluiten met de Xiongnu. Zhang keerde na vele avonturen terug met de bloedzwetende paarden uit de vallei van Fergana die groter, sterker en sneller waren dan diegene die de Chinezen voor hun beperkte cavalerie gebruikten. Mogelijk werd de zijderoute hierdoor definitief geopend. De route liep van Chang'an (het huidige Xi'an), door Sinkiang en Centraal-Azië tot aan de oostkust van de Middellandse Zee. De goederenruilhandel in middelen als Chinese zijde, Afrikaans ivoor en Romeinse wierook verbeterde de contacten tussen het Oosten en het Westen.
De Euraziatische uitwisseling leidde tot de introductie van het boeddhisme in China vanuit India in de eerste eeuw. Andere godsdiensten die zich over de zijderoute verspreidden waren onder andere het Nestoriaans christendom en de islam. Wellicht hebben joodse handelaren ook bijgedragen aan het tot stand komen van de route: na de eerste diaspora en de vervolgingen ontstonden tot diep in Azië joodse gemeenschappen. Een andere Chinese ontdekker, in dienst van de generaal Pan Tsau, zou Perzië hebben bereikt. In Hormuz in Perzië werd hem echter door de Perzen, tuk op het behouden van hun eigen winstmarges, zulke gruwelverhalen over de resterende reis verteld, dat hij terugkeerde. Berichten waren echter tot China doorgedrongen over Daqin (Rome), dat erg rijk en machtig was, en graag met China handel wilde drijven. Rond 150 na Chr. zou een klein Romeins gezelschap zelfs Annam hebben bezocht met wierook en goud voor de Chinese keizer. Hierdoor ontstond een geregelde handelsstroom.

## Sogdiërs
De Sogdiërs waren dé handelaars op de zijderoutes en het Sogdisch was dan ook de internationale omgangstaal op de zijderoutes. Hun thuisland was Transoxanië, dat het kruispunt vormde van de Euraziatische uitwisseling. Zij reisden door de onherbergzame gebieden op hybridekamelen.

## Kushanrijk
Het Kushanrijk zou het nieuwe kruispunt worden van de interculturele uitwisselingen in Eurazië.
Een van dé belangrijkste uitvindingen voor de bevordering van de Zijderoute werd door de Kushans gedaan: de stijgbeugel.

## Mongoolse Rijk
Het Mongoolse Rijk deed de uitwisseling in Eurazië toenemen, doordat het grote delen van deze continenten beheerste. Binnen het Mongoolse rijk konden handelaars reizen zonder voor beroving te vrezen.

### Mogolrijk
Het Mogolrijk in India zette de traditie van uitwisseling binnen Eurazië verder. Vooral Akbar de Grote bevorderde de Euraziatische uitwisseling door zijn interesse in cultuur.

### Yuan-dynastie
De Yuan-dynastie in China, die door Koeblai Khan gesticht werd, zorgde voor een heropleving van de Euraziatische uitwisseling in China, die door de drie rijken waarin het verdeeld was geweest minder contacten had gehad met de buitenwereld. Rabban Bar Sauma was een diplomatieke gezant die uit China naar Europa reisde en onderhoud had met paus Nicolaas IV, Eduard I van Engeland en Filips IV van Frankrijk.

## Marco Polo
Van Europese kant kwam een geslaagde toenadering tot China pas echt tot stand na de reizen van Marco Polo.

## Portugezen en Nederlanders
Door de Portugese koloniën en Nederlandse koloniën in Azië begon de Euraziatische uitwisseling verder toe te nemen.

## Overzicht
| Euraziatische verspreiding van organismen met nauwe banden met de mens | | |
| Groep organismen                                                       | Inheems in Europa (en Amerika)                                                                                    | Inheems in Azië |
| Gedomesticeerde dieren                                                 | - Bloedende paarden                                                                                               | - paarden |
| Gewassen                                                               | - alfagras - bepaalde bonen - klaver - maïs - koriander - sesamzaad - sla - tabak - tomaten - zoete aardappel     | - abrikoos - boon (Israël) - druif (Bactrië) - gember - granaatappel (Perzië) - kaneel - koffieboon - look (Libanon) - perzik - pistache (Perzië) - rabarber (Gobi) - rijst - soja - suiker - spinazie (Perzië) - thee - ui (Indië/Pakistan) - walnoot (Zuidoost-Azië) |
| Technieken                                                             | - gekleurd glas (Rome) - gele amber (Rode Zee) - koraal (Middellandse Zeegebied) - parel (Middellandse Zeegebied) | - belegeringstechnieken - behangpapier - Chinese schrift - ijzerbewerking (geel en wit metaal) - katoen (Zuid-Azië) - papier - stijgbeugel (Centraal-Azië) - strijdwagen (Mesopotamië)                                                                                 |
| Ziekten                                                                | | - cholera (Indië) |

## Verder lezen
- T.T. Allsen, Commodity and Exchange in the Mongol Empire. A Cultural History of Islamic Textiles, Cambridge - New York, 1997.
- A. Dalby, art. Bactria and Sogdiana, in A. Dalby, Food in the Ancient World from A to Z, Londen - New York, 2003, p. 42.
- G.C. Gunn, First Globalization: The Eurasian Exchange, 1500-1800, Lanham (MD), 2003.
- Pasture, Patrick (2019). Ontmoetingen in het Oosten een wereldgeschiedenis. Pelckmans Pro, Kalmthout, pp. 176-197. ISBN 978-94-6337-142-1.